# Dämpfungskonstante
Die Dämpfungskonstante {\displaystyle d} (Formelzeichen z. T. auch {\displaystyle k} oder {\displaystyle D;} letzteres kann aber leicht zu Verwechselungen mit dem Dämpfungsgrad führen) ist der Proportionalitätsfaktor eines linearen Dämpfungselements. Der Dämpfungskoeffizient ist definiert als {\displaystyle \delta ={\frac {d}{2m}}}. Die erzeugte Dämpfungskraft bzw. das erzeugte Dämpfungsmoment ergibt sich:
- für eine Translationsbewegung: aus der Dämpfungskonstanten, multipliziert mit der Geschwindigkeit im Dämpfungselement ({\displaystyle {\vec {F}}=-d\,{\dot {\vec {x}}}})
- für eine Rotationsbewegung:    aus der Dämpfungskonstanten, multipliziert mit der Winkelgeschwindigkeit im Dämpfungselement ({\displaystyle {\vec {M}}=-\Gamma \,{\dot {\vec {\varphi }}}}).

Beispielsweise tritt in der folgenden Bewegungsgleichung einer gedämpften Schwingung eine Dämpfungskonstante {\displaystyle d} auf ({\displaystyle k} ist hier eine Federsteifigkeit):
{\displaystyle m{\ddot {x}}+d{\dot {x}}+kx=0.}
Anwendung bei der Analyse linearer Schwingungssysteme: lineare Systeme sind mathematisch wesentlich einfacher zu behandeln als nichtlineare. Reale Dämpfungen, z. B. durch Stoßdämpfer, sind jedoch meist nichtlinear. Um sie mathematisch vereinfacht zu behandeln, wird häufig eine Linearisierung vorgenommen.
Die Einheit der Dämpfungskonstante ist
- für eine Translationsbewegung: {\displaystyle \mathrm {N\cdot s/m} }
- für eine Rotationsbewegung:    {\displaystyle \mathrm {Nm\cdot s} .}

Beispiele für Dämpfungselemente sind Stoßdämpfer (translatorisch) und Drehschwingungsdämpfer bzw. Viskokupplungen (rotatorisch, z. B. Viskositätsdämpfer).
Dämpfungskonstanten werden auch für nicht-mechanische Schwingungen, zum Beispiel für elektromagnetische Wellen oder andere harmonische Schwingungen definiert. Wenn eine Größe {\displaystyle u} der Bewegungsgleichung {\displaystyle {\ddot {u}}+d{\dot {u}}+ku=0} genügt, bezeichnet man den Parameter {\displaystyle d} (oder auch {\displaystyle d/2}) als  Dämpfungskonstante; sie hat dann die Einheit {\displaystyle s^{-1}}.